# أنطونيو الآتوري
أنطونيو الآتوري تشافز (بالإسبانية: Antonio Alatorre Chávez) كاتب وفقيه لغوي ومترجم وناقد أدبي مكسيكي شهير وُلد في خاليسكو في 25 يوليو 1922. والآتوري هو رجل أكاديمي ذو دور فعال في الأدب الإسباني حيث كتب مقالات عدة بخصوص ذلك، وكان لكتابه مائة وواحد عام من اللغة الإسبانية الذي ظهر عام 1979 والذي يهدف إلى تعريف ممتع وبسيط وقصير نسبيا بتاريخ اللغة الإسبانية. وتوفي في مدينة المكسيك، المكسيك في 21 أكتوبر 2010.